# Education Resources Information Center
Education Resources Information Center (ERIC) es la mayor base de datos especializada en educación disponible en línea. Está financiada por el Institute of Education Sciences (IES) del departamento de Educación de Estados Unidos. Contiene artículos de diferentes países. 
El sistema de acceso en línea permite acceder a un catálogo de más de 1,1 millones de referencias, algunas de 1966. La base de datos contiene más de 107.000 documentos a texto completo (de 1993 a 2004) disponibles de forma gratuita. 